# Ostrów (powiat Jarosławski)
Ostrów is een dorp in de Poolse woiwodschap Subkarpaten. De plaats maakt deel uit van de gemeente Radymno en telt 1800 inwoners.